# 五旬節中學

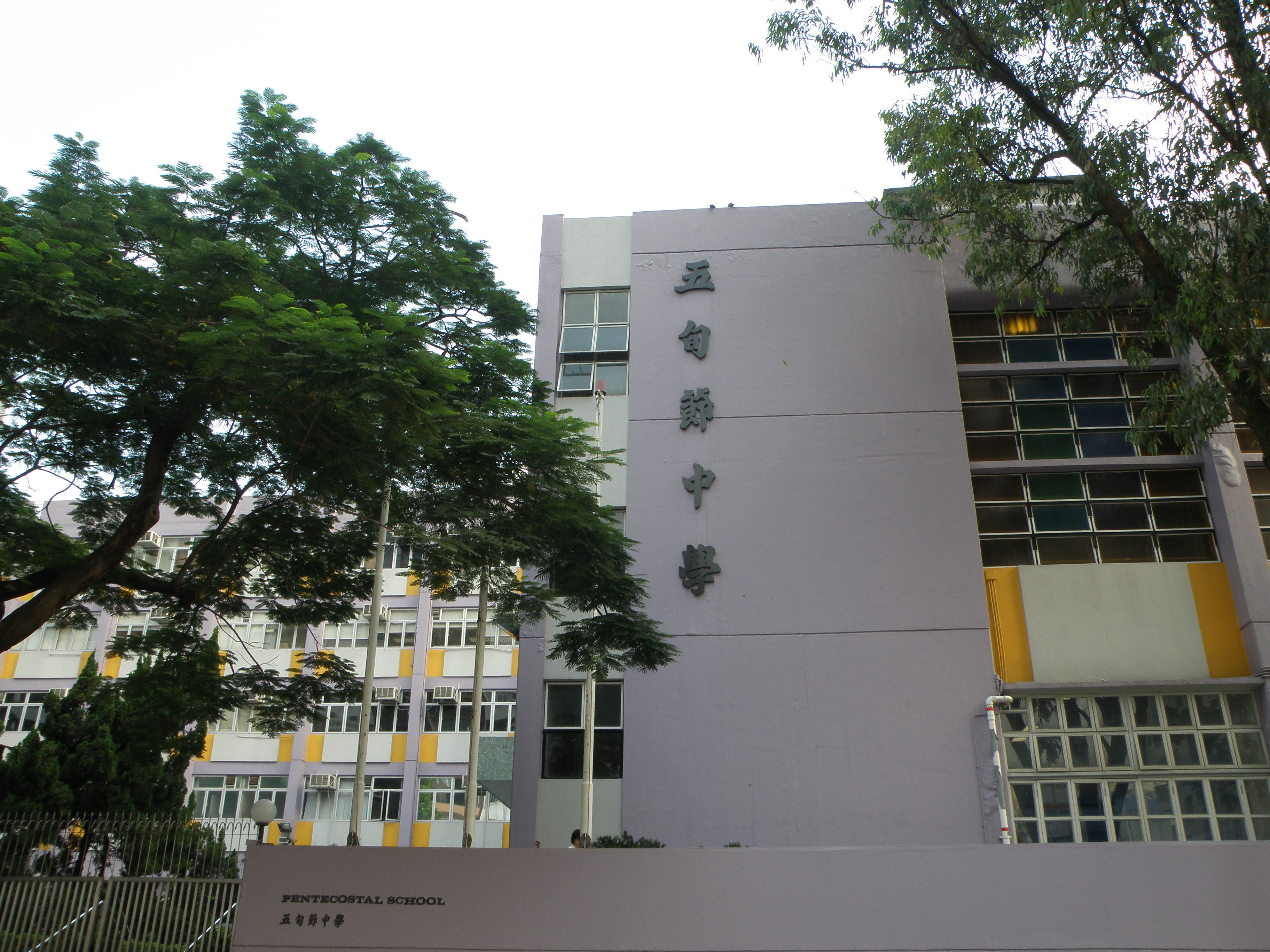
翻油前

五旬節中學是香港九龍城區的其中一間資助中學，位於九龍何文田巴富街14號。

## 歷史
五旬節中學於1973年以非牟利私立中學形式開辦，1979-82年間接受政府邀請分期轉為資助中學。
而在1994年，因應同區宣道中學遷入屯門，此校連同另外兩間中學，負責接收該校舊址中五畢業生。
因此校被評為不適合以英語授課，需按「母語教學」政策改以中文授課。
另外學校推行融合教育，即是普通學生與特殊教育學生一起上堂和學習，老師和社工會定期約見相關特殊學生面談，爲了更好協助推行融合教育，學校會定期關顧有特殊教育需要學生的紀律、學習及成長情況。

## 校呔
中學的校呔底色為較深色配上學校的校徽章組成的斜紋，冬季校服時為強制學生打上校呔，中六學生以及畢業典禮上的服務生在畢業典禮中穿著夏季校服時亦須强制在短袖裇衫上打上校呔，并且在日常上課日也有指定要求的。

## 歷任校長
- 1973年至1987年：温元京牧師
- 1987年至2009年：楊國標博士
- 2009年至2012年：謝潔芳女士
- 2012年至2023年：羅錦城先生
- 2023年至今：何淑儀女士

## 新聞事件
2006年校內曾發生打鬥事件，兩批分別中三及中四學生午膳期間起衝突，警員到場後將涉嫌毆鬥的7名學生及2名青年拘捕並送醫院
。

## 外部連結
- 五旬節中學 （页面存档备份，存于）